# Stefano Farina
Stefano Farina (Ovada, 19 september 1962 – Genua, 23 mei 2017) was een Italiaans voetbalscheidsrechter.
Farina was van 1992 tot 2009 actief in het Italiaanse voetbal en floot onder meer de wedstrijden om de Supercoppa in 2000 en 2002. Hij was ook internationaal actief tussen 2001 en 2007 en floot in de UEFA Champions League en in kwalificatiewedstrijden voor het Europees kampioenschap voetbal mannen en het wereldkampioenschap voetbal. Farina floot de wedstrijd om de UEFA Super Cup 2006. Hij overleed in mei 2017 op 54-jarige leeftijd.
Farina was ook scheidsrechter in de film "Goal II: Living the Dream" (2007)